# Łukowe (gmina)
Łukowe (także Łukowa) – istniejąca w latach 1934–1954 w woj. lwowskim i rzeszowskim (dzisiejsze woj. podkarpackie), a podczas II wojny światowej w dystrykcie krakowskim Generalnego Gubernatorstwa.
Siedzibą władz w II RP gminy było Łukowe, a po II wojnie światowej  Tarnawa Górna

## Historia

### 1934–1939
Gmina zbiorowa Łukowe została utworzona 1 sierpnia 1934 roku w powiecie leskim w województwie lwowskim z dotychczasowych jednostkowych gmin wiejskich: Choceń, Czaszyn, Kalnica ad Lesko, Kamionki, Łukowe, Olchowa, Poraż, Serednie Wielkie, Sukowate, Tarnawa Dolna i Tarnawa Górna. Gminy te przekształcono 17 września 1934 w 11 gromad (sołectw) gminy Łukowe.

### 1939–1944
Po wybuchu II wojny światowej i agresji ZSRR na Polskę granica niemiecko-sowiecka przedzieliła powiat leski wzdłuż Sanu. Cała gmina Łukowe została zajęta przez Niemców, wchodząc w skład Landkreis Sanok dystryktu krakowskiego Generalnego Gubernatorstwa. Do gminy Łukowe włączono równocześnie gromadę Huzele z przedzielonej granicą okupacyjną gminy Lesko, wraz z częścią miasta Leska o nazwie Zasanie. 
Wraz z wybuchem wojny niemiecko-radzieckiej 22 czerwca 1941, na mocy dekretu Adolfa Hitlera z 1 sierpnia 1941 prawobrzeżny obszar dawnej gminy Lesko wraz z miastem Leskiem wszedł w skład Generalnego Gubernatorstwa. Jednak nie zdecydowano się na odtworzenie gminy Lesko, a jej wszystkie dawne gromady, łącznie z lewobrzeżnymi, znajdującymi się przejściowo w gminach Łukowe i Sanok w GG, włączono do miasta Leska. Po odłączeniu Huzeli z Zasaniem, liczba mieszkańców gminy Łukowe  w 1943 roku wynosiła 7754: 249 w Choceniu, 1318 w Czaszynie, 550 w Kalnicy, 256 w Kamionkach, 1359 w Łukowem, 379 w Olchowej, 1024 w Porażu, 1003 w Seredniem Wielkim, 424 w Sukowatem, 644 w Tarnawie Dolnej i 548 w Tarnawie Górnej.

### 1944–1954
Po wojnie gmina znalazła się ponownie w Polsce, w reaktywowanym powiecie leskim. 18 sierpnia 1945 gmina weszła w skład nowego województwa rzeszowskiego.
Według stanu z dnia 1 lipca 1952 gmina składała się nadal z 11 gromad: Choceń, Czaszyn, Kalnica ad Lesko, Kamionki, Łukowe, Olchowa, Poraż, Serednie Wielkie, Sukowate, Tarnawa Dolna i Tarnawa Górna. Ponadto z gminy Łukowe administrowana była wówczas wyludniona niesamodzielna (choć terytorialnie nadal odrębna) gmina Wola Michowa.
Gmina została zniesiona 29 września 1954  wraz z reformą wprowadzającą gromady w miejsce gmin: a miejscowości ją tworzące weszły w skład pięciu nowych gromad w powiecie leskim:

### Późniejsze losy obszaru
Jednostki nie przywrócono 1 stycznia 1973 po reaktywowaniu gmin, a jej dawny obszar wszedł w całości w skład nowej gminy Tarnawa Górna w powiecie bieszczadzkim w województwie rzeszowskim, a po jej zniesieniu w 1977 roku – w skład gminy Zagórz.